# Кејран Ли
Кејран Ли (енгл. Keiran Lee; 15. јануар 1984), право име Адам Дикса (енгл. Adam Diksa), енглески је порнографски глумац, редитељ и продуцент који ради за порнографску кућу Brazzers. Глумио је у више од 3.500 порнографских филмова и један је од најпопуларнијих и најплаћенијих порнографских глумаца. Године 2012, његов пенис је осигуран на милион долара у случају да занемоћа.
Ли је 11 пута био номинован за Награду AVN за најбољег мушког извођача године.